# 阿尔森·梅利基扬
阿尔森·梅利基扬（1976年5月17日—），亚美尼亚男子举重运动员。他曾代表亚美尼亚参加2000年夏季奥林匹克运动会举重比赛，获得男子77公斤级铜牌。